# KZ-Außenlager Hildesheim
Das KZ-Außenlager Hildesheim war ein Außenkommando des KZ Neuengamme. Es entstand zur Beseitigung der Schäden eines alliierten Luftangriffs am 22. Februar 1945 und bestand vom 2. März 1945 bis 26. März 1945.
Der Rangierbahnhof in Hildesheim war durch die Bombardements völlig zerstört worden. Die SS schickte daher einige Tage nach dem Bombenabwurf aus Neuengamme 500 jüdische KZ-Häftlinge, die überwiegend aus Ungarn stammten, in die Stadt. Sie wurden in zwei Sälen im ersten Stock der Stadthalle Hildesheim (der umgebauten Dominikanerkirche) eingesperrt, wo sie auf einer 30 cm dicken Strohschicht nächtigen mussten. Kommandoführer war der von der Wehrmacht zur SS gekommene Hauptsturmführer Otto Thümmel, der bereits mehrere Außenlager und -kommandos geleitet hatte.
Bewacht wurden die Häftlinge in der Stadthalle von einer kleinen SS-Wachmannschaft. Auf ihrem Weg zum Güterbahnhof, der mitten durch die Innenstadt führte, und bei der Arbeit wurden sie von Hildesheimer Volkssturm-Angehörigen beaufsichtigt, welche die Häftlinge mehrmals misshandelten.
Die Häftlinge wurden jeden Tag elf Stunden einschließlich Samstag und Sonntag zu Aufräumungsarbeiten auf dem Bahnhofsgelände eingesetzt. Da bei den Bombardierungen Eisenbahnwaggons zerstört wurden, bestand, neben der Gefahr von Verletzungen durch scharfkantige Gegenstände und explodierende Blindgänger, die Chance, etwas Essbares aus den zerbombten Eisenbahnwaggons zu bekommen. Dennoch war ein Großteil der Häftlinge derart geschwächt, dass sie nicht arbeiten konnten und ins Krankenrevier mussten. Als am 22. März erneut ein Luftangriff auf Hildesheim erfolgte, wurde neben dem Haupt- und dem Güterbahnhof auch die Stadthalle zerstört. Daraufhin wurde das Lager, das mittlerweile im Freien errichtet worden war, aufgelöst. Etwa 200 bis 250 Häftlinge erreichten nach einem Fußmarsch von drei Tagen das Außenlager Stöcken in Hannover, das ebenfalls dem KZ Neuengamme untergeordnet war. Schließlich wurden sie ins KZ Bergen-Belsen überführt, wo sie Mitte April von britischen Truppen befreit wurden.

## Kriegsverbrechen
Der Kommandoführer Thümmel wurde wegen seiner Verbrechen im KZ-Außenlager Wilhelmshaven zu fünf Jahren Haft verurteilt. Bei dem zur Bewachung eingeteilten Volkssturm in Hildesheim tat sich der Volkssturmmann Heinrich Dettmer durch besondere Brutalität hervor. Er wurde durch das Militärgericht Hannover im August 1946 zu fünf Jahren Haft verurteilt.